# Vadkert
Jezero Vadkert (někdy také nazýváno Büdös-tó) leží v Maďarsku, blízko města Soltvadkert. V Maďarsku se řadí mezi nejoblíbenější turistické atrakce.[zdroj⁠?!] Jezero má sice podobné rysy jako jezero Balaton, ale je zde levnější vstupné a není tolik zaplněné.

## Historie
Jezero Vadkert bylo poprvé zakresleno na vojenských mapách v roce 1780. I když se jezero dále znečišťuje a vysychá, dnes je celonárodně známé pro svou čistou vodu a skvělé pláže. Jezero obsahuje asi 70 hektarů vody.
Některé pláže jsou vyhrazené pro rybáře, zbylé pro plavce. Okolo jezera stojí desítky bungalovů a na tucet restaurací. Okolo jezera je mnoho kempingových míst, využívána jsou především mladými lidmi.

## Letní program
- Květen: neobvyklé setkání motoklubů, rockové koncerty, festivaly
- První červencová sobota: vinný festival, divadlo a program pod širým nebem
- Poslední víkend v červenci: festival piva, programy pod širým nebem a rockové koncerty
- 20. srpna: den svatého Štěpána, ohňostroj, festivaly